# Рок, Джозеф
Джозеф Фрэнсис Чарльз Рок (англ. Joseph Francis Charles Rock; 1884—1962) — американский натуралист, географ, лингвист и ботаник австрийского происхождения.
Родился в Вене, Австро-Венгрия, в 1884 году и в 1905 году эмигрировал в США, в 1907 году переехав на территорию Гавайи, в Гонолулу, где в итоге стал экспертом по флоре. Поступил на работу в Гавайский университет в 1911 году, в основном занимаясь ботаническими исследованиями, и создал первый гербарий университета. Он работал в качестве куратора университета с 1911 по 1920 год, гражданином США стал в 1913 году.
Рок покинул Гавайский университет в 1920 году ради экспедиций в Азию, которые продолжал на протяжении нескольких десятилетий.
Рок путешествовал, совершая многочисленные открытия, по Таиланду, Бирме и индийскому региону Ассам, изначально занимаясь поисками дерева гиднокарпус. С 1922 по 1949 годы Рок провёл в долгих экспедициях в китайских провинциях Юньнань, Сычуань, юго-западной части тогдашней провинции Ганьсу (территория современной провинции Цинхай) и восточном Тибете, проводя углублённые исследования местной флоры и культурные обычаев местного населения. Многие образцы азиатских растений, которые он вывез на Запад в течение этого периода, ныне выставлены в расположенном в югу от Бостона Арнольдском дендрарии.
Рок жил около Лицзяна, недалеко от деревни Нгулуко в провинции Юньнань исследуя местные обычаи, фауну и флору. В этот период многие его статьи были опубликованы в журнале «National Geographic». Его статьи этого периода вдохновили писателя Джеймса Хилтона на создание его знаменитого романа «Потерянный горизонт» о легендарной стране Шангри-Ла.
В марте 2009 года Гавайский университет в Маноа назвал свой гербарий в его честь.